# Гадмогма-Цкалцитела
Гадмогма-Цкалцитела (груз. გადმოღმა წყალწითელა) — село в Грузии, на территории Ткибульского муниципалитета края (мхаре) Имеретия.

## География
Село находится в западной части Грузии, к северу от реки Цкалцителы, на расстоянии 16 километров к западу от города Ткибули, административного центра муниципалитета. Абсолютная высота — 456 метров над уровнем моря.

## Население
По результатам официальной переписи населения 2014 года, в Гадмогма-Цкалцителе проживало 54 человека (27 мужчин и 27 женщин). В национальной структуре населения грузины составляли 100 %.
| Год  | Население, человек |
| ---- | ------------------ |
| 2002 | 75                 |
| 2014 | ↘ 54               |